# 德式饅頭

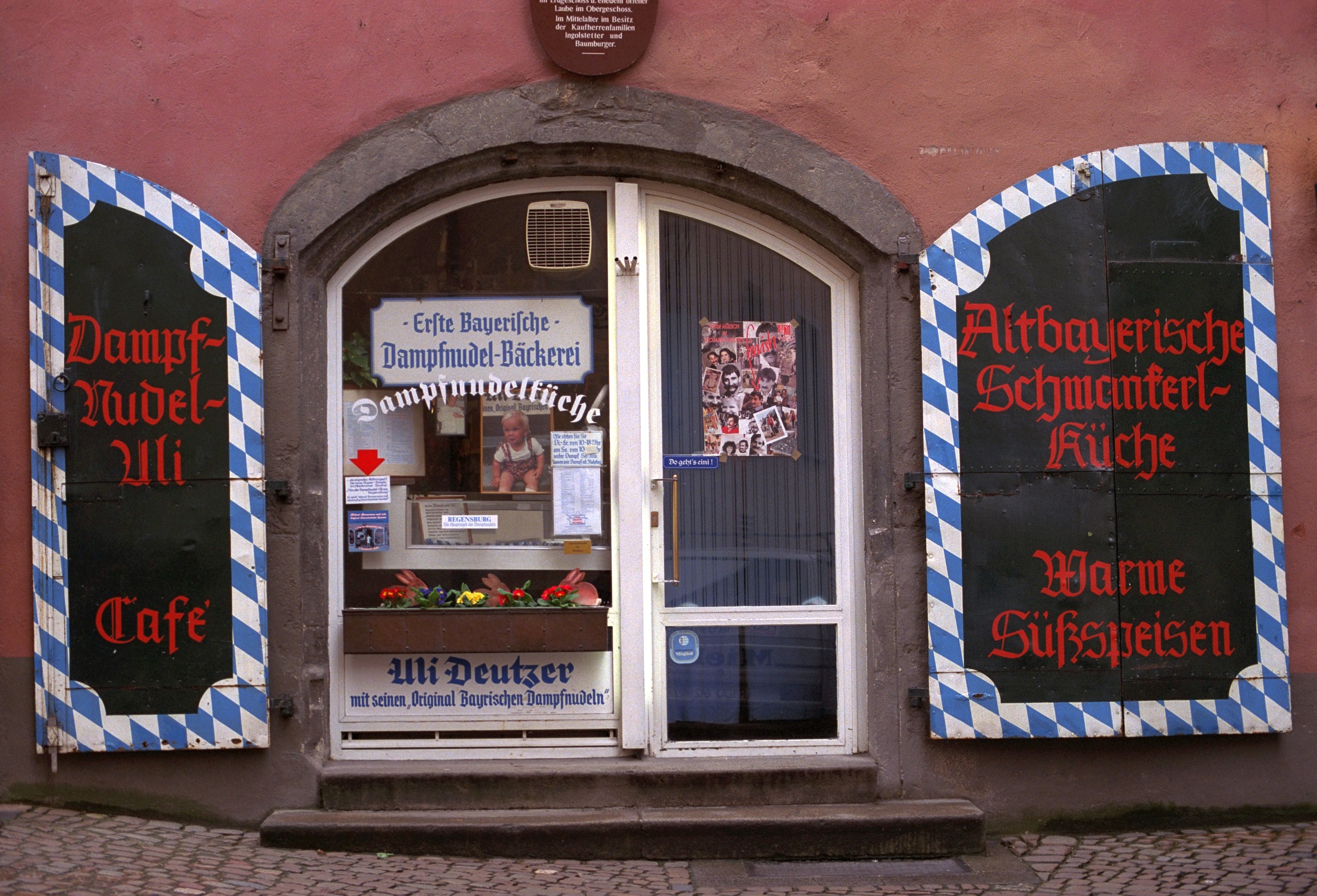
雷根斯堡製作饅頭的烘培坊。

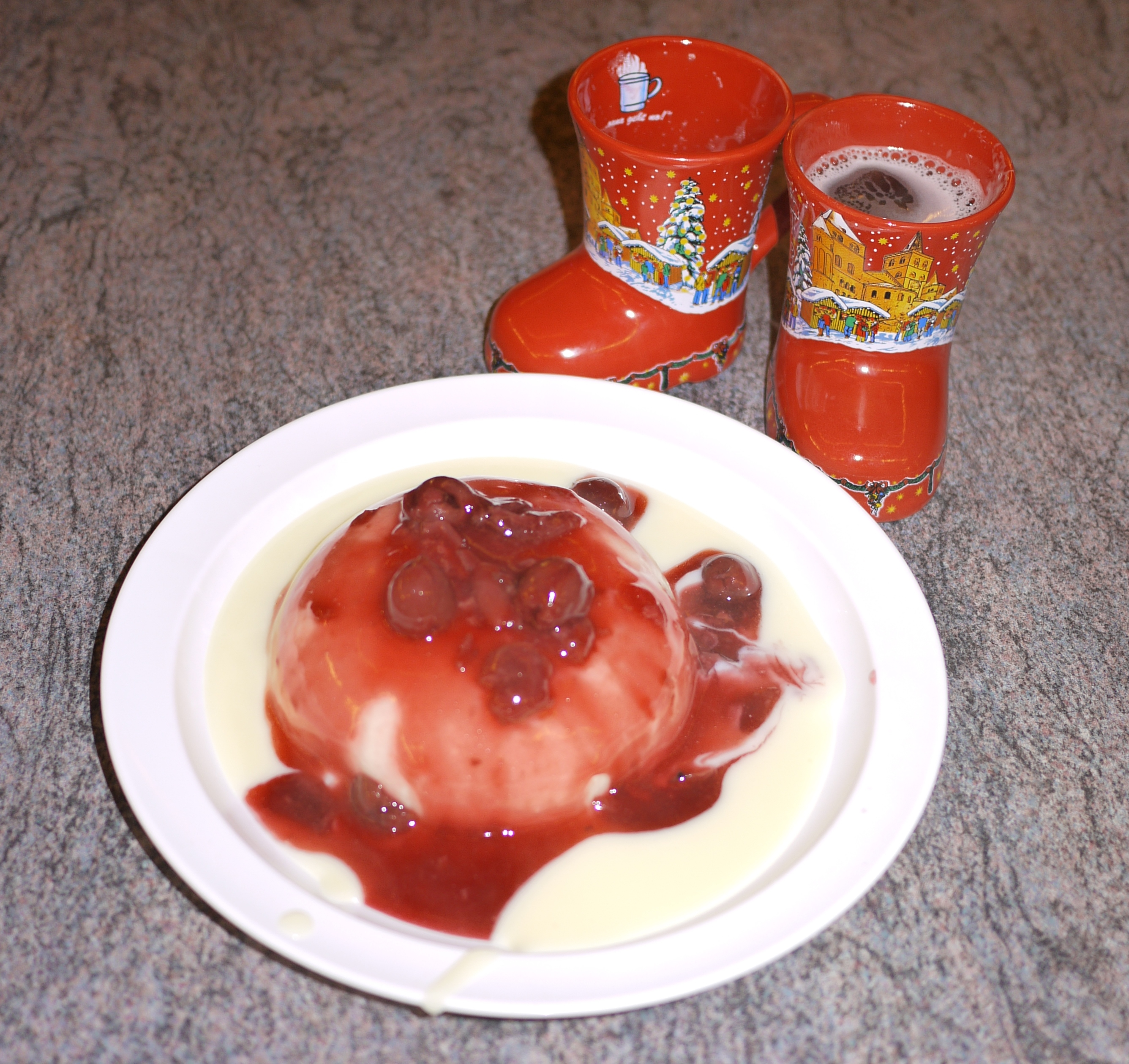
耶誕節的饅頭。

德式饅頭（Dampfnudel，發音[ˈdamp͡fˌnuːdl̩ ⓘ]；直译：「蒸麵」；複數型）是一種德國、奧地利、瑞士以及法國亞爾薩斯—摩澤爾地區的麵團料理，可做正餐或點心吃。是一道德國南部的家常菜。

## 歷史

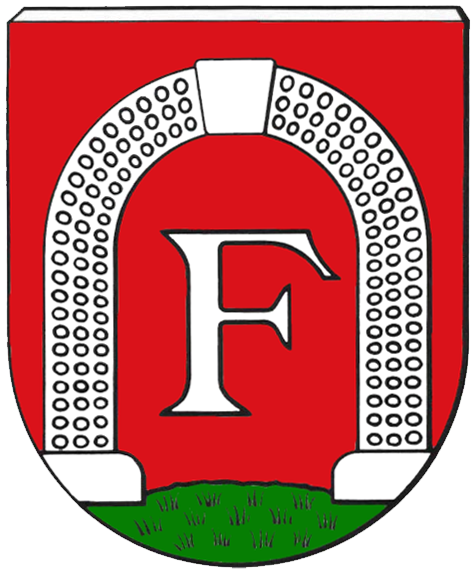
萊茵蘭-普法爾茨弗雷肯費爾德的紋章。

在弗雷肯費爾德和坎德爾這兩座位於德國西部萊茵蘭-普法爾茨且非常靠近法國亞爾薩斯的城鎮的城門上有德式饅頭的圖案。據傳在三十年戰爭期間，瑞典帝國軍隊來到弗雷肯費爾德要贖金，城內的麵包大師約翰尼斯·穆科（Johannes Muck）與他的妻子和學徒，製作了1286個饅頭來餵這些士兵，使得這座城免於被勒索和搜括的命運。德式饅頭甚至出現在弗雷肯費爾德的紋章上。

## 成分和製作
德式饅頭以包含麵粉、水、烘焙酵母、鹽、黃油或人造奶油，且有時包含蛋或一些糖的麵糰製作。
麵糰會先揉成雞蛋大小的丸子，使之膨脹後會放入加蓋的鍋中蒸煮。蒸煮時一般偏好使用帶蓋的高框鐵製平底鍋，且蒸煮時會放在牛奶與奶油混合物（巴伐利亞地區的作法）或鹽水與脂肪混合物（萊茵蘭-普法爾茨地區的作法）中蒸煮，直到水分蒸發時，底部出現金黃褐色的外皮，但頂部依舊呈現白色為止。

## 上菜方式
德式饅頭一般是一道主菜，且會佐以捲心菜、沙拉、醃黃瓜、馬鈴薯湯、扁豆湯，或白汁蘑菇等等。這種饅頭也可作為甜點並佐以香草奶黃、果醬或烹煮水果等；然而在巴伐利亞，雖然當地的饅頭一般都是甜的，也還是會作為主食上菜；而在萊茵蘭-普法爾茨，饅頭會做為主食並且有鹹的外皮。

## 延伸閱讀
- Helga Rosemann. . Offenbach: Höma-Verlag. 2012. ISBN 978-3-937329-65-9.